# Guillermo Tritschler y Córdova
Guillermo Tritschler Córdova (San Andrés Chalchicomula, Puebla, 6 de julio de 1878 - Monterrey, Nuevo León, 29 de julio de 1952) fue sexto obispo de San Luis Potosí de 1931 a 1941, y enseguida promovido a la sede arzobispal de Monterrey a la cual perteneció hasta su muerte en 1952. Fue confesor y padre espiritual del Seminario Conciliar de México y maestro de muchas generaciones de seminaristas, sus conocimientos de las Bellas Artes lo llevaron a ser nombrado miembro de la Academia Mexicana de la Historia, sitial que sin embargo, nunca ocupó, así mismo fue mecenas de varios renombrados artistas que congregó para embellecer los templos que fueron construidos por su iniciativa como el Templo Basilical de la Purísima de Monterrey entre otros.
Sus restos descansan actualmente en la Catedral de Monterrey después de haber sido exhumados en 1964 con señales de incorrupción. La Santa Sede aceptó abrir su proceso apostólico ante la Congregación para las Causas de los Santos con el título de Siervo de Dios.

## Familia

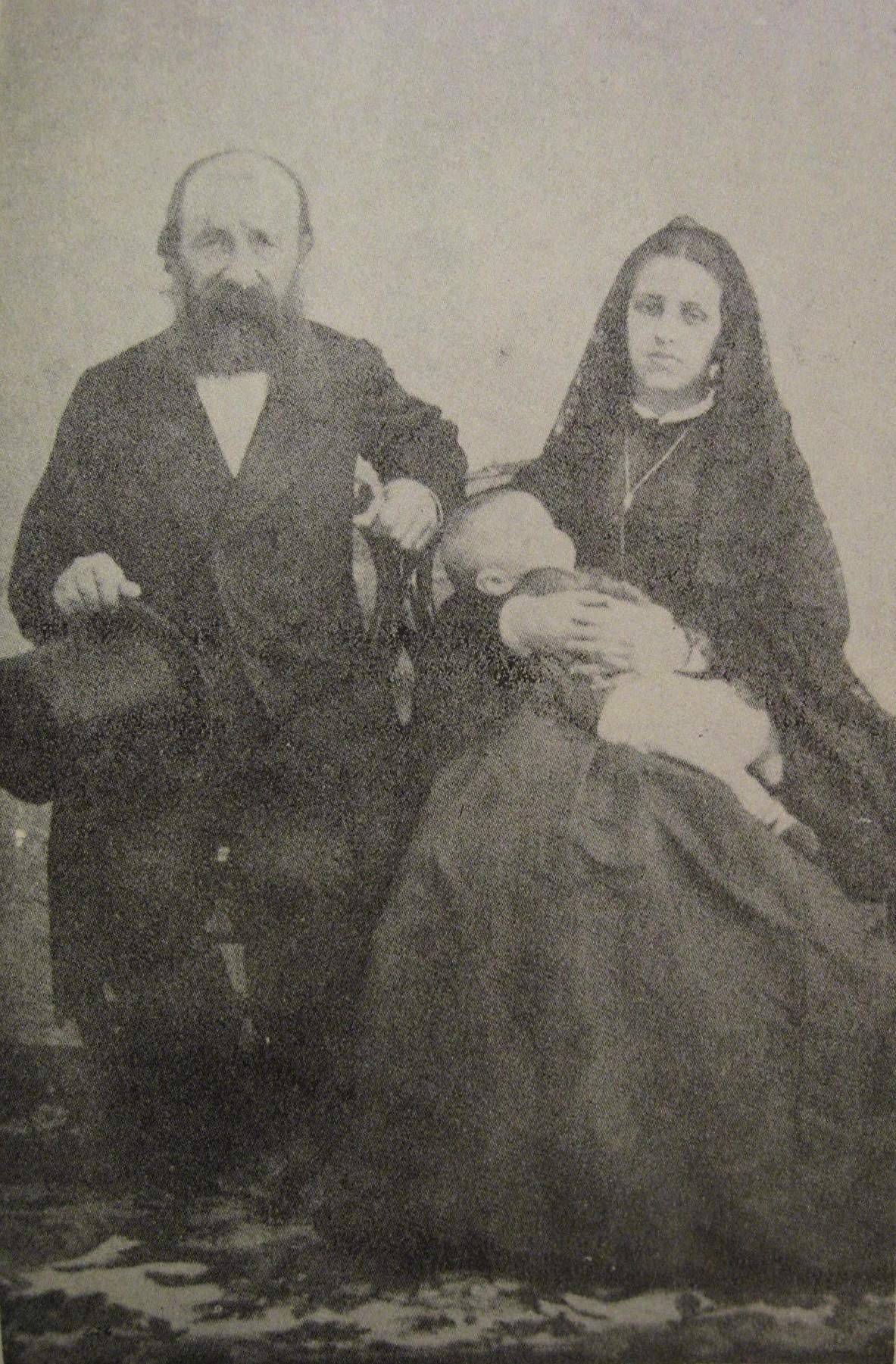
Martin con su joven esposa Rosa María posando con el último de sus ocho hijos Guillermo Tritschler y Córdova. ca. 1879.

Fue el último hijo del fabricante de relojes Martin Tritschler, que llegó procedente de Alemania a los 19 años estableciendo un taller de relojería con mucho éxito; su abuelo encabezaba a una antigua familia de granjeros cuyas raíces se remontan a los primeros asentamientos humanos en la Selva Negra y que feudalmente sirvieron a los monasterios de Friedenweiler, Reichenau, y St. Gallen; la familia se estableció en 1437 y fundaron la propiedad llamada Ebenemooshof que fue heredándose generación tras generación en una institución de Derecho similar al mayorazgo español (últimogenitura o minorat), que obligó a emigrar a muchos miembros de la familia como sucedió con su padre. Su madre, Rosa María Córdova y Puig (1843-1881) era hija de españoles emigrados a México por los años de la consumación de la independencia, el padre de Rosa fue el teniente Joaquín de Córdova y García (1794-1866), antiguo miembro del ejército de la corona española que como muchos, engrosaron las filas del incipiente ejército Trigarante. Guillermo fue el menor de ocho hijos. El primero, Martín, eligió igualmente la carrera eclesiástica, fue consagrado obispo para la diócesis de Yucatán en 1900 y elevado arzobispo de la misma sede en 1907 hasta su muerte en 1942. El segundo Joaquín, fue administrador de las haciendas de Sebastian B. de Mier, a la sazón Ministro Plenipotenciario del presidente Díaz cerca del gobierno francés. Una de las hijas Rosa María, fue Madre Superiora de las Siervas del Sagrado Corazón de Jesús y de los Pobres, congregación fundada por San José María Yermo y Parres. El sexto hijo Alfonso, egresó de la Universidad Gregoriana de Roma, no siguió la profesión eclesiástica pero si la de arquitectura, falleció en 1902. Los demás hijos murieron siendo niños.

## Educación

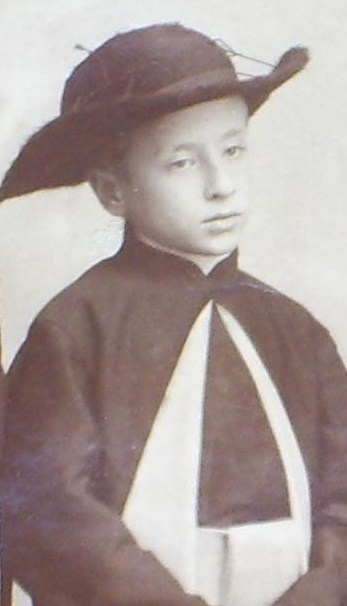
Guillermo fue el alumno que más tiempo vivió en el Pontificio Colegio Pío Latino Americano, (14 años) egresando en 1902 con tres doctorados. Aquí aparece de diez años con el uniforme del plantel.

Huérfano de madre, su envejecido padre encargó su educación a su tío Prisciliano Córdova a la sazón un destacado clérigo de la mitra poblana quien en breve lo envía como parte de la Histórica Primera Peregrinación Mexicana a Roma en 1888, al regresar los peregrinos, Guillermo, de diez años, se quedaría para hacer su carrera en el Colegio Pio Latinoamericano junto con sus hermanos Martín y Alfonso. Entre sus maestros se contaba el filósófo padre Vincenzo Remer, los padres Bucceroni y Pignataro, el Cardenal Luis Billot, el canonista padre Werner y el Rector de la Gregoriana Felipe Sottovia. Por su escasa edad fue el alumno que más tiempo vivió en Roma, 14 años, dos meses y 27 días, de acuerdo al Catálogo de alumnos del Pio Latinoamericano de diciembre de 1932. Y se cumplieron el 4 de agosto de 1902, cuando regresó a México "con merecido elogio de sus maestros y admiración de sus condicipulos" y tres doctorados, en Filosofía, Teología y Derecho Canónico.

## Sacerdocio
Antes de regresar a México, es invitado por el padre Manuel Fulcheri y Pietrasanta y por recomendación del Cardenal Luis Billot a servir en la arquidiócesis de México. Sin embargo temores de conciencia hicieron retardar su ordenación sacerdotal. Esos temores son apagados cuando el doctor Tritschler le pide a su obispo de Puebla que lo admita a las órdenes sagradas dándole licencia de recibir estas de manos de su hermano el Obispo de Yucatán. El 8 de mayo de 1903, fiesta de San Miguel, recibió en Puebla de manos de su hermano la primera tonsura y las órdenes menores y el 5 de junio de 1904 en la Iglesia de San Francisco El Grande, recibió el subdiaconado de manos del doctor Francisco Orozco y Jiménez, obispo de Chiapas; el día 13, San Antonio de Padua, su hermano le confirió en Puebla el diaconado y ordenándolo sacerdote la mañana del 19 de junio de 1904 en la capilla del palacio arzobispal de Puebla. Celebró su primera misa el 21 de junio de 1904, fiesta de San Luis Gonzaga en el Santuario de Ntra. Sra. De Ocotlán, cerca de la ciudad de Tlaxcala.

### Catedrático en el Seminario Conciliar de México

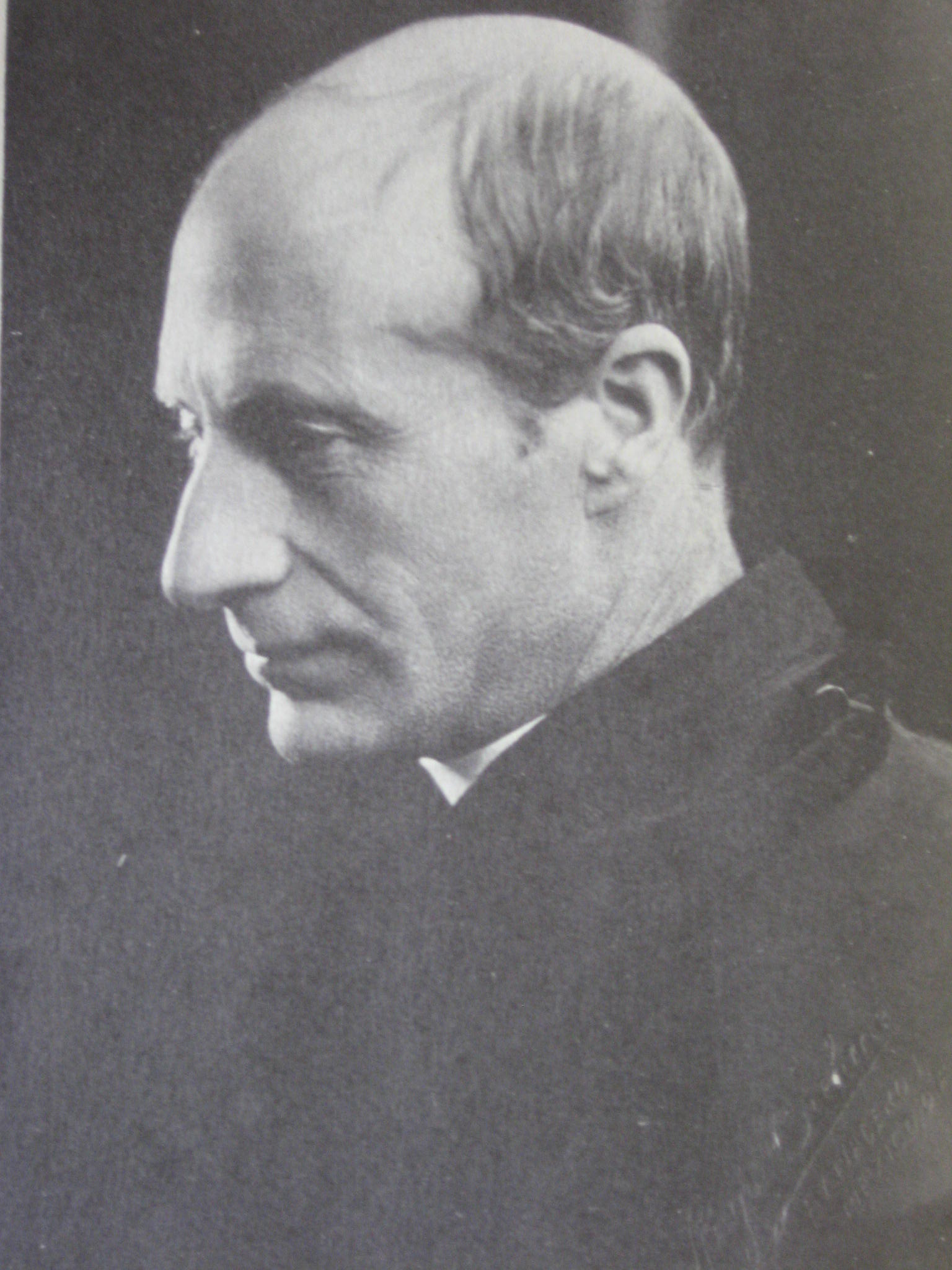
El padre Guillermo Tritschler y Córdova cuando era canónigo penitenciario de la Basílica Catedral de México.

Ya ordenado, el padre Tritschler volvió al Seminario de México, que en ese momento se hallaba en construcción, y el arquitecto Manuel Gorozpe encargado de las obras, y enterado de la fama de gran conocedor de las Bellas Artes del padre Tritschler, le pidió su consejo, el cual consideró tan acertado que lo influyó para modificar los planos de los patios y deambulatorios del aquel Seminario. Tuvo a su cargo la cátedra de Filosofía de la que fue titular hasta 1911 y al término de ese año se le asignaron los cursos lectivos de Teología Dogmática que impartió durante veinte años, interrumpidos algunos meses debido a dos viajes que realizó a Roma continuando su cátedra a su regreso. En 1916 recibió el nombramiento oficial de “padre espiritual” por el ánimo que imprimía en los seminaristas para encontrar su vocación y terminar la carrera sacerdotal. Durante su estancia en el Seminario de Regina, llevó a cabo una intensa campaña de evangelización impartiendo la catequesis tanto de niños como de adultos. En el año de 1929 monseñor Pascual Díaz Barreto Arzobispo de México "saco de las sombras al padre Tritschler" nombrándolo Canónigo Penitenciario de la Catedral Metropolitana, tomando posesión de su cargo el 1 de agosto de 1929.

## Hacia el Obispado de San Luis Potosí
Tras la muerte de Miguel de la Mora y Mora arzobispo de San Luis Potosí ocurrida después de haber estado refugiado en la Ciudad de México por causa de la persecución callista, el Delegado Apostólico Leopoldo Ruiz y Flores llamó al padre Tritschler a la delegación apostólica para notificarle que S.S. Pio XI le había preconizado Obispo de San Luis Potosí. El padre Tritschler expuso cinco razones para no aceptar la distinción que la Santa sede pretendía conferirle, como él mismo lo expresó:

«Yo escribí a Roma oponiéndome y explicando que en conciencia no podía aceptar el cargo de Obispo y di cinco razones, añadiendo que si era necesario podía confirmarlas con juramento:
–No sé predicar, ¿cumpliría su deber un obispo que no predique?.
–No sé escribir; y un obispo debe escribir cartas pastorales.
–Nunca he ejercido autoridad sobre ninguna persona; nunca he tenido el menor ensayo de autoridad, ni siquiera sobre un mozo del Seminario.
–No sé regañar. 
–Otra más, que no sé manejar dinero»

De nada sirvieron aquellas excusas pues la Santa Sede lo había desoído, porque el 30 de enero de 1931 L'Osservatore Romano publicaba el nombramiento y ya no había lugar a renuncia alguna al honor conferido por la Santa Sede.
Su hermano Martín el mismo que lo había ungido sacerdote en 1904, lo consagró en la Basílica de Nuestra Señora de Guadalupe el 22 de abril de 1931. Como obispo de San Luis Potosí restableció las prácticas religiosas después del callismo que las suspendió, elevó el número y la preparación de los seminaristas, fortaleció las asociaciones católicas y trajo de México y del extranjero a maestros para instruir a su clero. En el aspecto material el obispo Tritschler continuó las obras inconclusas de la Catedral de Matehuala interrumpidas por causa de la Revolución, consiguiendo los planos perdidos y eligiendo la piedra artificial más barata que la natural. Y poco antes de dejar la Diócesis de San Luis dirigió sus esfuerzos para la conclusión de la Iglesia del Señor del Saucito.

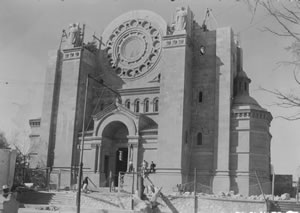
El obispo Tritschler se dio a la tarea de continuar las obras del templo de Matehuala, por muchos años inconcluso.

## El séptimo arzobispo de Monterrey
Tras cumplir 50 años de vida sacerdotal, monseñor José Guadalupe Ortiz y López renunció a la arquidiócesis de Monterrey, y el Papa Pio XII promovió para sucederlo a monseñor Guillermo Tritschler y Córdova en sesión Consistorial del 22 de febrero de 1941. Diría a los potosinos, tristes por el anuncio de su partida 

«que si le hubiera sido posible pedir al Santo Padre seguir en su Diócesis, lo hubiera hecho, pues deseaba ya que se había consagrado para ésta y se había desposado con ella, con ella permanecer siempre; pero aceptaba mejor someterse a la voluntad de Dios manifestada por el Papa».

 El 25 de junio tomó posesión de su arquidiócesis, que habría de fortalecer con nuevos sacerdotes, congregaciones y templos. En breve elevó la preparación y número de alumnos del seminario, y a este lo reformó dotándolo de nuevas instalaciones. Al año siguiente, el 15 de noviembre, asistió a los funerales de su hermano Martín Tritschler arzobispo de Yucatán. 

### Legado material
Tritschler supo convocar a lo más valioso de los ingenieros, arquitectos, pintores y escultores de su tiempo para dejar a su paso monumentales templos y obras que son ahora iconos y apreciados monumentos representativos.

## Trayectoria vital
| - Nace en San Andrés Chalchicomula, Puebla 6 de julio de 1878 - Bautizado en la misma ciudad 10 de julio de 1878 - Marcha a Roma 7 de abril de 1888 - Ingresa al Colegio Pio Latino Americano 8 de mayo de 1888 - Doctorado por la Univ. Gregoriana, regresa a México 4 de agosto de 1902 - Recibe la Tonsura y órdenes menores 8 de mayo de 1903 - Subdiácono y diácono 5 de junio de 1904 - Ordenado sacerdote 19 de julio de 1904 - Celebra su primera misa 21 de julio de 1904 - Profesor en el Seminario Conciliar de México 9 de enero de 1905 - Catedrático en la Universidad Pontificia Mexicana 1911 - Padre Espiritual del Seminario de Regina 1916 - Canónigo Penitenciario de la Catedral Metropolitana 1 de agosto de 1929 - Preconizado Obispo de San Luis Potosí 30 de agosto de 1931 - Consagración Episcopal en la Basílica de Guadalupe 22 de abril de 1931 - Toma posesión de su diócesis en San Luis Potosí 15 de mayo de 1931 | - Celebra su primera Pontifical en su Catedral 24 de junio de 1931 - Asiste a las fiestas guadalupanas del IV centenario 12 de dic. De 1931 - Asiste en Ciudad del Vaticano a la develación de la estatua de la Virgen de Guadalupe 21 de sep. 1939 - Miembro de la Academia Mexicana de la Historia 1940 - Promovido a la sede arzobispal de Monterrey 22 de feb. de 1941 - Llega a la Sultana del Norte y toma posesión 25 de junio de 1941 - Escribe su carta pastoral sobre el Rosario 31 de oct. de 1941 - Asiste al sepelio de su hermano don Martin 15 de nov. De 1942 - Asiste al Catequístico en Texas, E.U. 1946 - Consagra el Templo de la Purísima 14 de feb. de 1946 - Visita al Papa Pio XII “Ad Liminam” 1950 - Enferma en Madrid y regresa a Monterrey 10 de sep. De 1950 - Asiste a la consagración del obispo de Toluca Abril 1951 - Nombra coadjutor a monseñor Alfonso Espino agosto de 1951 - Enfermo trasladado a Saltillo Abril 1952 - Regresa moribundo a Monterrey 25 de julio de 1952 - Muere en los anexos al Templo del Roble 29 de julio de 1952 |

| Predecesor: José Guadalupe Ortiz y López   | Arzobispo de Monterrey 1941 - 1952    | Sucesor: Alfonso Espino y Silva          |
| Predecesor: Miguel María de la Mora y Mora | Obispo de San Luis Potosí 1931 - 1941 | Sucesor: Gerardo Anaya y Diez de Bonilla |